# Vdovy a sirotci

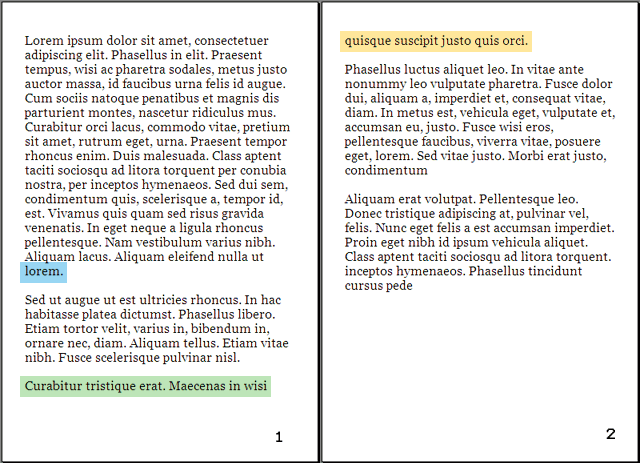
Typografický sirotek

Vdovy a sirotci (původně česky souhrnně parchanty nebo osiřelé řádky) je označení pro druh typografické chyby. Jedná se o osamocené řádky, které jsou zlomem stránky odděleny od zbytku odstavce.
- Sirotek je případ, kdy stránka či sloupec začíná posledním řádkem odstavce. Poslední řádek odstavce nenavazuje na text odstavce na stejné stránce, ale objeví se osamoceně na nové stránce jako první řádek.
- Vdova je případ, kdy stránka či sloupec končí prvním řádkem odstavce. Text odstavce nenavazuje na první řádek odstavce, ale první řádek odstavce zůstane osamocený na předchozí stránce jako poslední řádek dole.

Označení vdovy a sirotci bylo převzato z angličtiny (widows and orphans) po nástupu počítačové sazby a téměř vytlačilo původní česká označení.
Podobnou chybou by bylo i ponechání samotného nadpisu kapitoly na konci stránky, bez začátku odstavce, který je daným nadpisem uvozován.
Zatímco sirotci jsou vždy nepřípustní, vdovy je možné ve vědeckých pracích tolerovat.[zdroj?]

## Řešení chyby
Například ve Wordu na řešení těchto typografických prohřešků pro odstavce existují stylové předvolby svázat řádky odstavce a pro nadpisy svázat s předešlým odstavcem.